# CD87
CD87 (synonym Urokinase plasminogen activator surface receptor, kurz Urokinaserezeptor) ist ein Oberflächenprotein.

## Eigenschaften
CD87 wird von Neuronen im Bereich des Sulcus centralis gebildet. Es ist der Rezeptor des Urokinase-Plasminogenaktivators und fördert die Bildung von Plasmin. CD87 ist glykosyliert und besitzt einen GPI-Anker. Neben dem Plasminogenaktivator binden Vitronectin and hochmolekulares Kininogen.